# Brother (album Morten Harket)
Brother è il sesto album in studio (il quarto in lingua inglese) del cantante norvegese Morten Harket, pubblicato nel 2014.

## Il disco
There Is a Place è stato pubblicato come primo singolo estratto dall'album il 29 novembre 2013. Il 18 gennaio 2014 il brano Brother è stato diffuso come secondo singolo ed è stato presentato per la prima volta lo stesso giorno al premio norvegese Spellemannprisen. La canzone è stata ispirata dal Radical, il memoriale dell'attivista Maajid Nawaz.
Il videoclip della canzone Brother è stato diretto da Harald Zwart.

## Tracce
1. Brother – 4:31
2. Do You Remember Me? – 4:04
3. Safe with Me – 3:27
4. Whispering Heart – 3:56
5. Heaven Cast – 4:07
6. There Is a Place – 3:15
7. Oh What a Night – 3:41
8. End of the Line – 3:36
9. Can't Answer This – 3:36
10. First Man to the Grave – 3:39